# Grand Prix Niemiec 1996

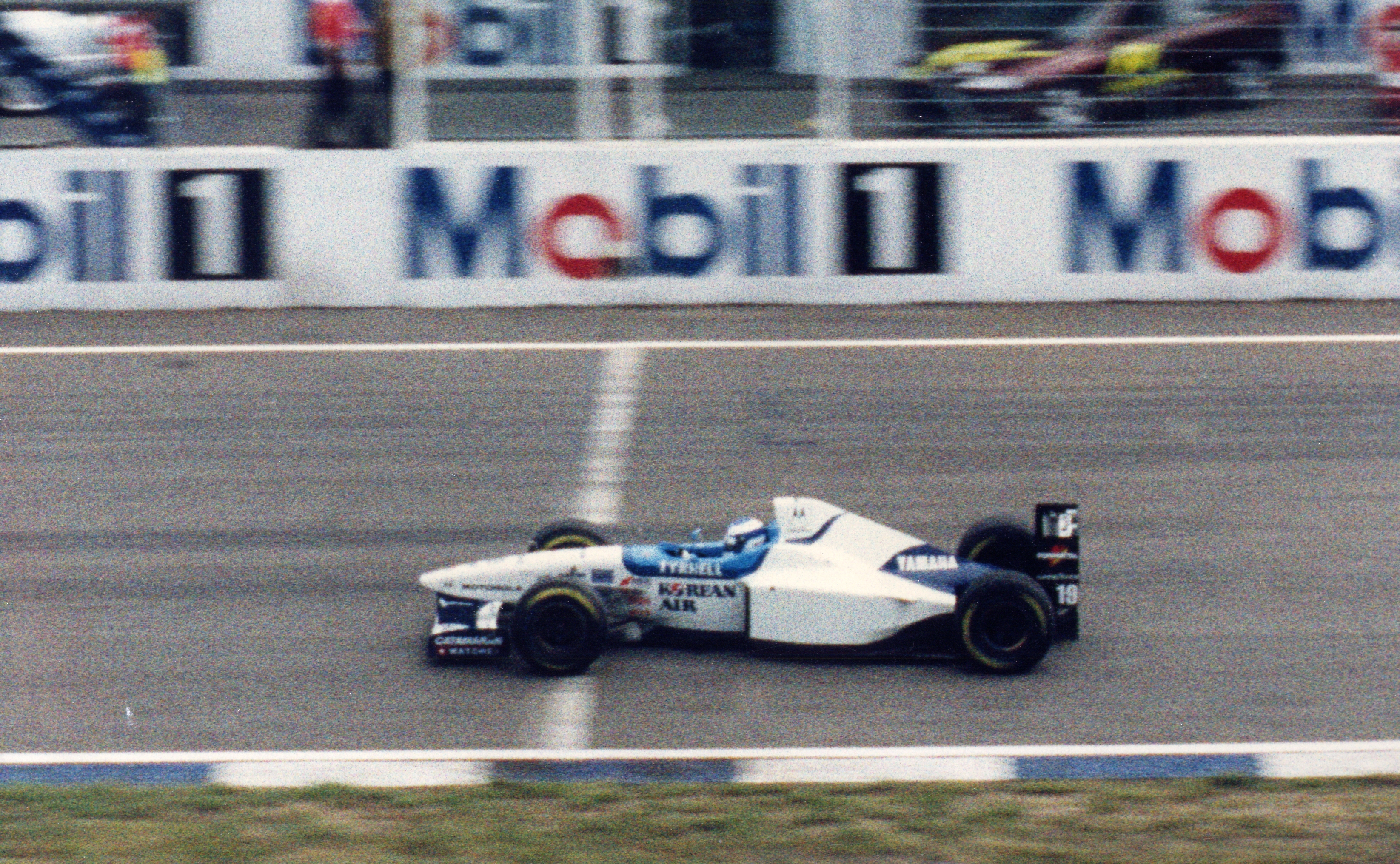
Mika Salo podczas treningu

Wyniki Grand Prix Niemiec na Hockenheimring 28 lipca 1996.

## Wyniki

### Kwalifikacje
| P                       | Nr | Kierowca              | Konstruktor(-silnik) | Opony | Czas     | Odstęp   | Strata   |
| ----------------------- | -- | --------------------- | -------------------- | ----- | -------- | -------- | -------- |
| 1                       | 5  | Damon Hill            | Williams-Renault     | G     | 1:43.912 | -        | -        |
| 2                       | 4  | Gerhard Berger        | Benetton-Renault     | G     | 1:44.299 | 0:00.387 | 0:00.387 |
| 3                       | 1  | Michael Schumacher    | Ferrari              | G     | 1:44.477 | 0:00.178 | 0:00.565 |
| 4                       | 7  | Mika Häkkinen         | McLaren-Mercedes     | G     | 1:44.644 | 0:00.167 | 0:00.732 |
| 5                       | 3  | Jean Alesi            | Benetton-Renault     | G     | 1:44.670 | 0:00.026 | 0:00.758 |
| 6                       | 6  | Jacques Villeneuve    | Williams-Renault     | G     | 1:44.842 | 0:00.172 | 0:00.930 |
| 7                       | 8  | David Coulthard       | McLaren-Mercedes     | G     | 1:44.951 | 0:00.109 | 0:01.039 |
| 8                       | 2  | Eddie Irvine          | Ferrari              | G     | 1:45.389 | 0:00.438 | 0:01.477 |
| 9                       | 11 | Rubens Barrichello    | Jordan-Peugeot       | G     | 1:45.452 | 0:00.063 | 0:01.540 |
| 10                      | 12 | Martin Brundle        | Jordan-Peugeot       | G     | 1:45.876 | 0:00.424 | 0:01.964 |
| 11                      | 10 | Pedro Diniz           | Ligier-Mugen-Honda   | G     | 1:46.575 | 0:00.699 | 0:02.663 |
| 12                      | 9  | Olivier Panis         | Ligier-Mugen-Honda   | G     | 1:46.746 | 0:00.171 | 0:02.834 |
| 13                      | 15 | Heinz-Harald Frentzen | Sauber-Ford          | G     | 1:46.899 | 0:00.153 | 0:02.987 |
| 14                      | 14 | Johnny Herbert        | Sauber-Ford          | G     | 1:47.711 | 0:00.812 | 0:03.799 |
| 15                      | 19 | Mika Salo             | Tyrrell-Yamaha       | G     | 1:48.139 | 0:00.428 | 0:04.227 |
| 16                      | 18 | Ukyō Katayama         | Tyrrell-Yamaha       | G     | 1:48.381 | 0:00.242 | 0:04.469 |
| 17                      | 17 | Jos Verstappen        | Footwork-Hart        | G     | 1:48.512 | 0:00.131 | 0:04.600 |
| 18                      | 20 | Pedro Lamy            | Minardi-Ford         | G     | 1:49.461 | 0:00.949 | 0:05.549 |
| 19                      | 16 | Ricardo Rosset        | Footwork-Hart        | G     | 1:49.551 | 0:00.090 | 0:05.639 |
| Nie zakwalifikowali się |    |                       |                      |       |          |          |          |
|                         | 21 | Giovanni Lavaggi      | Minardi-Ford         | G     | 1:51.357 | 0:01.806 | 0:07.445 |
| P                       | Nr | Kierowca              | Konstruktor(-silnik) | Opony | Czas     | Odstęp   | Strata   |

### Wyścig
| P                 | + / –     | Nr | Kierowca              | Konstruktor        | Opony | Okr. | Czas / Strata | Komentarz          |
| ----------------- | --------- | -- | --------------------- | ------------------ | ----- | ---- | ------------- | ------------------ |
| 1                 | Bez zmian | 5  | Damon Hill            | Williams-Renault   | G     | 45   | 1h21:43.417   |                    |
| 2                 | 3         | 3  | Jean Alesi            | Benetton-Renault   | G     | 45   | +0:11.452     |                    |
| 3                 | 3         | 6  | Jacques Villeneuve    | Williams-Renault   | G     | 45   | +0:33.926     |                    |
| 4                 | 1         | 1  | Michael Schumacher    | Ferrari            | G     | 45   | +0:41.517     |                    |
| 5                 | 2         | 8  | David Coulthard       | McLaren-Mercedes   | G     | 45   | +0:42.196     |                    |
| 6                 | 3         | 11 | Rubens Barrichello    | Jordan-Peugeot     | G     | 45   | +1:42.099     |                    |
| 7                 | 5         | 9  | Olivier Panis         | Ligier-Mugen-Honda | G     | 45   | +1:43.912     |                    |
| 8                 | 5         | 15 | Heinz-Harald Frentzen | Sauber-Ford        | G     | 44   | +1 okr.       |                    |
| 9                 | 6         | 19 | Mika Salo             | Tyrrell-Yamaha     | G     | 44   | +1 okr.       |                    |
| 10                | Bez zmian | 12 | Martin Brundle        | Jordan-Peugeot     | G     | 44   | +1 okr.       |                    |
| 11                | 8         | 16 | Ricardo Rosset        | Footwork-Hart      | G     | 44   | +1 okr.       |                    |
| 12                | 6         | 20 | Pedro Lamy            | Minardi-Ford       | G     | 43   | +2 okr.       |                    |
| 13                | 11        | 4  | Gerhard Berger        | Benetton-Renault   | G     | 42   | +3 okr.       | silnik             |
| Niesklasyfikowani |           |    |                       |                    |       |      |               |                    |
|                   |           | 2  | Eddie Irvine          | Ferrari            | G     | 34   |               | silnik             |
|                   |           | 14 | Johnny Herbert        | Sauber-Ford        | G     | 25   |               | wibracje           |
|                   |           | 10 | Pedro Diniz           | Ligier-Mugen-Honda | G     | 19   |               | silnik             |
|                   |           | 18 | Ukyō Katayama         | Tyrrell-Yamaha     | G     | 19   |               | wypadek            |
|                   |           | 7  | Mika Häkkinen         | McLaren-Mercedes   | G     | 13   |               | skrzynia biegów    |
|                   |           | 17 | Jos Verstappen        | Footwork-Hart      | G     | 0    |               | kolizja z Katayamą |
| P                 | + / –     | Nr | Kierowca              | Konstruktor        | Opony | Okr. | Czas / Strata | Komentarz          |

### Najszybsze okrążenie
| Nr | Kierowca   | Konstruktor      | Opony | Czas     | Okr. |
| -- | ---------- | ---------------- | ----- | -------- | ---- |
| 5  | Damon Hill | Williams-Renault | G     | 1:46.504 | 26   |